# Pasirkamuning
Pasirkamuning is een bestuurslaag in het regentschap Karawang van de provincie West-Java, Indonesië. Pasirkamuning telt 4228 inwoners (volkstelling 2010).